# 東京ベトナム協会
東京ベトナム協会は2018年10月1日東京都で設立された。東京ベトナム協会は、「助け合いの精神」に基づき、会員相互および各地域との間で、生活、文化、学術、経済など、さまざまな側面から協力を図り、会員相互の繁栄に寄与し、「ベトナム」と「日本」両国の架け橋となり、更なる友好関係の増進に貢献することを目的としている。